# Lontong
Lontong – cylindryczny placek ryżowy tradycyjnie zawijany w liść bananowca i gotowany do zestalenia. 

## Przygotowanie

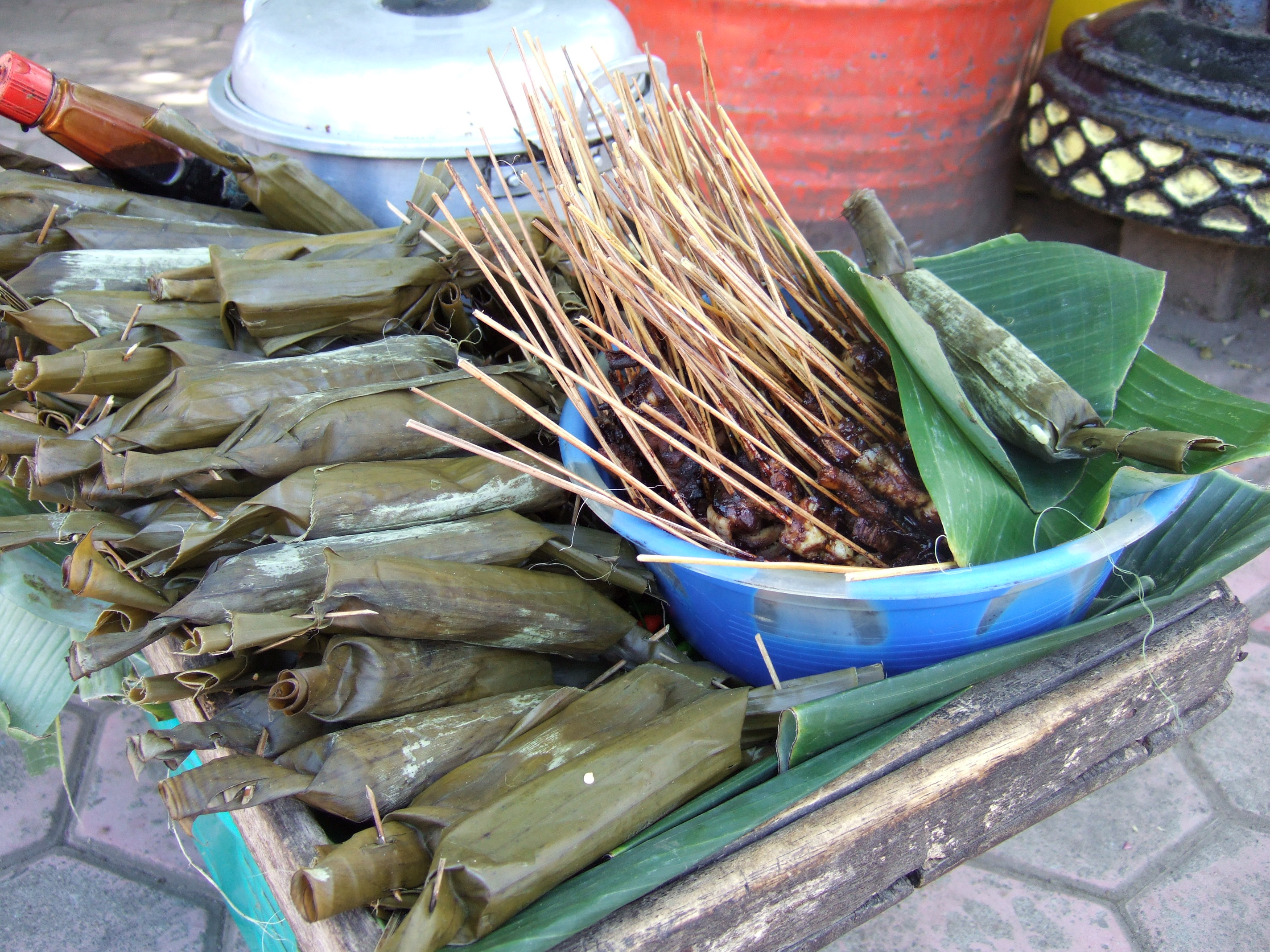
Lontong w liściach na Jawie

Aby przygotować lontong, liście bananowca są najpierw blanszowane w celu uzyskania lepszej giętkości, a następnie suszone i krojone na prostokątne kawałki. Każdy kawałek jest zwinięty w cylindryczny kształt, z jednym końcem zagiętym i zabezpieczonym wykałaczkami lub zawiązanym. Ryż jest myty i osuszany przed umieszczeniem w liściu. Używa się długich lub łamanych ziaren ryżu, który winien wypełniać tylko około jednej trzeciej przestrzeni, pozostawiając wystarczająco dużo miejsca na spęcznienie podczas gotowania. Po napełnieniu ryżem liść się zamyka. Zawinięty ryż jest następnie zanurzany w głębokim garnku z wrzącą wodą i gotowany przez około cztery godziny lub do momentu, gdy będzie twardy i całkowicie wypełni liść. Po ugotowaniu ryż rozpakowuje się, pozostawia do odcieknięcia na około dziesięć minut i studzi. Potrawę można przechowywać w lodówce przez kilka dni. Proces gotowania można skrócić mocząc ryż w wodzie przed ugotowaniem przez kilka godzin. Przed podaniem sprasowany ryż kroi się w małe placki.
Obecnie do kształtowania formy ryżu używa się w niektórych przypadkach cylindrycznych aluminiowych rurek, możliwych do zakupienia w handlu. Inną metodą jest połączenie dwóch puszek, z których każda ma wycięty koniec, aby funkcjonowały jako foremka.

## Zastosowanie
Lontong stanowi dodatek do potraw, zwłaszcza w kuchni indonezyjskiej, jako zamiennik tradycyjnego, sypkiego ryżu. Jest popularny m.in. do satay, rendang, czy zup warzywnych i mięsnych. Ryż w liściach uzyskuje aromat bananowca i ma lekko zielonkawy odcień.
W Singapurze termin lontong odnosi się również do potrawy z gulaszu warzywnego w kokosowym curry, znanej jako sayur lodeh, do której dodaje się sprasowany ryż.
Podobnym dodatkiem jest ketupat. Różnica polega na kształcie i materiałach do owijania. Podczas gdy lontong ma kształt walca, ketupat jest kwadratowy lub romboidalny i zawijany w liście kokosa.